# Rhynchospora sampaioana
Rhynchospora sampaioana är en halvgräsart som beskrevs av Gross. Rhynchospora sampaioana ingår i släktet småag, och familjen halvgräs. Inga underarter finns listade i Catalogue of Life.